# オーバルトラック

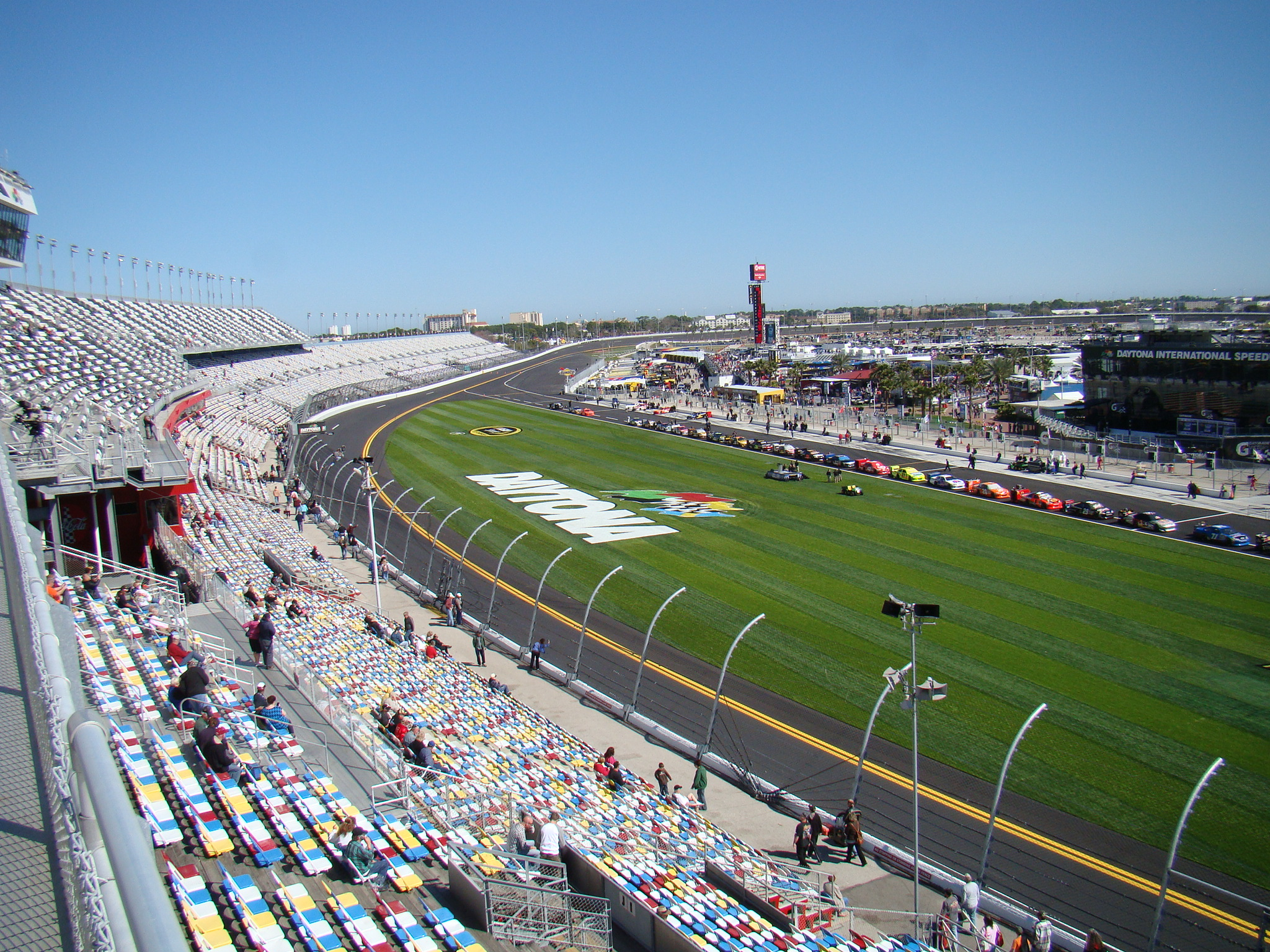
デイトナ・インターナショナル・スピードウェイ

オーバルトラック (oval track) とは、モータースポーツで使用されるサーキットの一種。楕円に近い形で、ストレートと傾斜角（バンク）がついたコーナーで構成される左廻りの周回路を指す。単に「オーバル」とも呼ばれる。

## 概要
オーバルの走路は「サーキット」ではなく、陸上競技や自転車競技の施設のように「トラック」と呼ばれる。施設の多くはアメリカ合衆国（以下アメリカと略）に存在し、現地では主に「〜スピードウェイ」「〜レースウェイ」といった名称がつけられている。基本的に左回り（反時計回り）に走行するが、これはアメリカの競馬場の多くが左回りであり、かつてアメリカでは競馬場を利用したモータースポーツが盛んに行われていたためである。
アメリカのモータースポーツは広大な平地にオーバルトラックを作り、スピードとスリルを味わうエンターテインメントとして発達した。ヨーロピアンタイプのロードコースが（加減速などの）コーナリング技術を要求するのに対し、オーバルトラックは基本的にブレーキやギアチェンジのような操作を行わず、ガスペダルの強弱と僅かなステアリング操作のみで、いかに平均速度を高く維持したまま走行できるかを競い合う場となっている。
基本的にストレートを高速コーナーで結んだ単純なレイアウトであるため、「同じ所をぐるぐる回っているだけで面白いのか」という印象を持たれがちであるが、オーバルを高速で走り続けるためには独特のテクニックや作戦、駆け引きが必要とされ、その奥深さがオーバルレースの魅力を生んでいる。

## 用語
以下は、オーバルトラックについて説明する上で使われる用語である。
ターン
ロードコースでいうコーナーのこと。△番目のターンであれば"ターン△"と表現する。コースに4つのターンがある場合、多くのオーバルではターン1とターン2、ターン3とターン4がひと続きになっている。(例外は後述する)
シュート
短いストレートのこと。オーバルトラックは、コース形状によって複数のシュートをもつ場合がある。
バンク
各ターンに設けられた傾斜のこと。オーバルトラックの場合、10度未満から30度を超えるものまで角度は様々だが、これにより車両は遠心力に抗してスピードを大きく落とすことなく走行できる。中でもコース内側から外側にかけて角度が高くなるものを「プログレッシブバンク」と呼ぶ。バンクが低いトラックは、走るラインが限定されることから「ロードコースライク」と言われる。コース内側と外側に高低差があるため、ロードコースにおける「イン」は「ロー (low) 」、「アウト」は「ハイ (high) 」と表現される。
インフィールド・セクション
オーバル部分の内側に設けられるロードコース。オーバルの一部と接続して使用する。デイトナ24時間レースを行うデイトナ・インターナショナル・スピードウェイが有名。
SAFERバリア
SAFERウォールとも。SAFERは Steel And Form Energy Reduction の略称で、鉄と強化発泡スチロールで構成されるエネルギー吸収剤をコースの壁面に設置して使われる。1998年にネブラスカ大学リンカーン校とIndyCar（当時のIRL）が開発し、2002年のインディ500より運用が開始された。
キャッチフェンス
SAFERバリアの上に設けられるフェンス。マシンがクラッシュした際、車体や破損した部品が観客席に侵入しないようにするためのもの。
ワイド
複数のマシンが横並びでターンを旋回すること。2台の場合はツーワイド、3台の場合はスリーワイド。
タイト/ルーズ
タイトはフロントのグリップ不足、ルーズはリアのグリップ不足を意味する。これらの問題が出たとき、後述にあるようなレーシングカーはエアロパーツや足回りの微調整をピット作業中に行える仕様になっている。
なお、ルーズはダウンフォースの不足や前後バランスの不調に起因するオーバーステアを表す意味でも用いられ、この場合は対義語のアンダーステアはプッシュとも呼ばれる。
フルコースコーション
コース全域で追い越し禁止の状態。各車はペースカーの後ろで隊列を組み、コーション解除まで低速走行を行う。オーバルではこのときにピットに入ることが、レースを有利に進めるうえで重要である。「クラッシュによってマシンの破片や燃料がコース上に散乱する」「大きい又は鋭利なゴミがコースに落ちている」などの危険時に発動されるが、レース展開が単調なときに盛り上げの意味で使われる場合もある。フルコースコーションの間はメインポストでイエローフラッグが振動され、レース再開の際にはグリーンフラッグが振られる。

## 分類

### 路面による分類

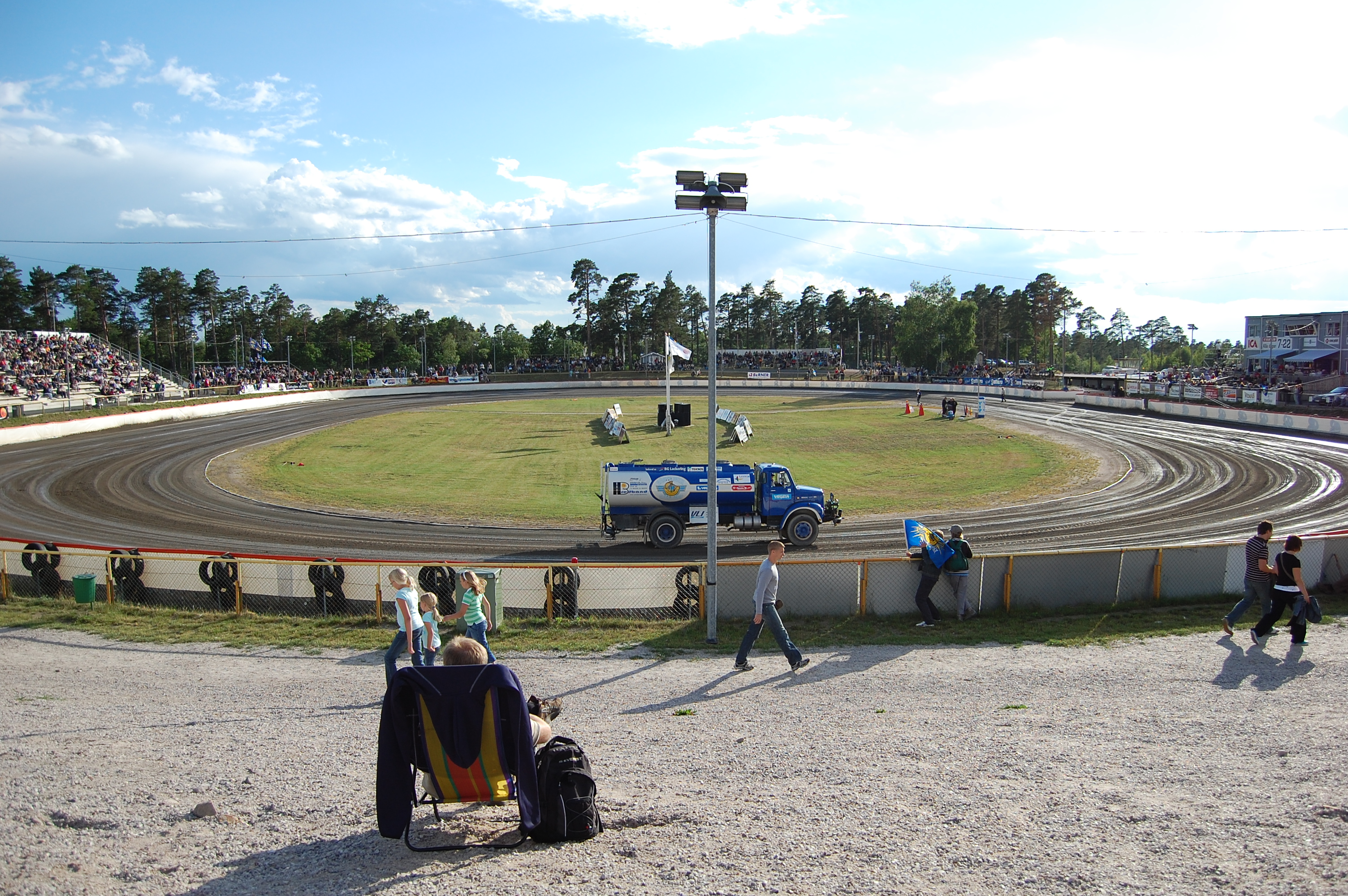
ダートトラック

ダートオーバル

ダート（土や砂）を敷き詰めたトラック。草レースレベルのものからアメリカ各地に存在する。コーナーではカウンターステアを当てながらマシンを横滑りさせて走行するテクニックが必要。

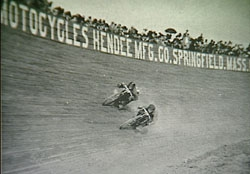
ボードトラック

木材で組んだ梁の上に木板を敷き詰めたトラック。1910年代から1920年代にかけて盛んに建築され、52度のバンクがある高速トラックもあった。しかし、路面の腐食や火災による焼失などのリスクがあり、大恐慌と前後して姿を消していった。
舗装路
インディカーやNASCARなどのハイスピードレースを行うコースは、路面がアスファルト舗装されている。当記事では主にこの類のトラックについて説明している。かつてのインディアナポリス・モーター・スピードウェイのように煉瓦敷きというトラックもあった。インディアナポリスの「ブリックヤード」という通称は当時の名残りである。

### コース長による分類
ショートトラック
全長が1マイル（約1.6km）以下のオーバルトラック。中でもブリストル・モーター・スピードウェイやマーティンズビル・スピードウェイのような0.5マイル程度のものは「ハーフマイル」と呼ばれる。
ワンマイル・オーバル
ショートトラックの中でも全長1マイルのもの。その多くは低いバンク角を持つ。
インターミディエイトトラック
全長1マイルから2マイル程度のオーバルトラック。多くは1.5マイルと切りの良い長さで作られており、アメリカ国内にあるオーバルの半数弱がこの類に属する。ミシガン・インターナショナル・スピードウェイやオートクラブ・スピードウェイのような2マイルのトラックは、インターミディエイトトラックと下記のスーパースピードウェイのどちらに分類されるか明確には定まっていない。
スーパースピードウェイ
全長が2マイルを超えるオーバルトラック。これに該当するトラックは上記の2マイル級のものを含まなければ、インディアナポリス・モーター・スピードウェイ、デイトナ・インターナショナル・スピードウェイ、タラデガ・スーパースピードウェイ、ポコノ・レースウェイの4つで、これらは2.5マイル以上の長さを持つ。

### 形状による分類
ペーパークリップ・オーバル（Paper clip oval）
2本の直線と4つのターンを持つオーバルトラック。形状が文房具のペーパークリップに似ていることから転じてこのように呼ばれる。ホームステッド＝マイアミ・スピードウェイのように2本のストレートが平行に並び、同じ曲率 (R) のコーナーをもつタイプ。ダーリントン・レースウェイやツインリンクもてぎのように2本のストレートが平行ではなく、コーナーの曲率が異なるものは「エッグ・シェイプ（Egg-shape）」とも呼ばれる。
トライ・オーバル（Tri-oval）
一般的に最速となる走行ラインはホームストレート上ではコース外側となるため、車両の走行位置が観客席からは見えにくい位置となってしまう。そこで、車両をコース内側に走らせるため、2本のシュートの間にターンを設けた三角形のオーバルトラックをトライ・オーバルという。シュート間のターンを含めると合計5ターンであるが、通常このターンはカウントせず、4ターンのトラックとして扱われる。
ポコノやユーロスピードウェイ・ラウジッツのような"3ターン3ストレート"のトラックもトライ・オーバルに分類されることもあるが、こちらは「トライアングル（Triangle）」とも呼ばれる。
Dシェイプ・オーバル（D-shaped oval）
トライオーバルと同様の狙いでフロントストレート全体が緩やかに弧を描き、アルファベットの"D"の形をしたオーバルトラック。
クアッド・オーバル（Quad-oval）
フロントストレートに2つのターンが設けられ、ストレートが3つのシュートで構成されるオーバルトラック。コース図が台形に見えることからこのように呼ばれる。トライオーバルよりさらにコース内側に車両を走らせることができる。オーバルトラックの中でも珍しい形状であり、シャーロット・モーター・スピードウェイ、テキサス・モーター・スピードウェイ、アトランタ・モーター・スピードウェイの3つしかない。
特殊形状
- インディアナポリス・モーター・スピードウェイ
  - 大きく分類すればペーパークリップ・オーバルだが、ターン1とターン2、ターン3とターン4それぞれの間にシュートをもち、頂点を丸めた長方形のようなコース形状をしている。

- フェニックス・インターナショナル・レースウェイ
  - コース形状自体はトライ・オーバルだが、ホームストレート上ではなくバックストレート上にターンをもつ。また、ターン形状も弧を描いたものではなく、屈折したものになっている。

- シカゴランド・スピードウェイ
  - Dシェイプ・オーバルだが、ホームストレートだけでなくバックストレートも弧を描いている。

## オーバルトラックでのレース
オーバルトラックを使用するレースカテゴリは、ストックカーレースのNASCARの各シリーズとオープンホイールカーレースのインディカー・シリーズやその下位シリーズが特に有名である。世界3大レースの一つ「インディアナポリス500（インディ500）」やNASCARスプリントカップシリーズ開幕戦「デイトナ500」もオーバルで取り行われる。NASCARでは3大シリーズで使用される26のサーキットのうち、23がオーバルトラックである。また、インディカー・シリーズでも毎年5戦以上がカレンダーに組み込まれ、コース長や形状に偏りのない構成になっている。

### セッティング
オーバルでは左方向にのみ旋回する。そのためストックカーやインディカーには、左旋回に特化した「スタッガー」というセッティングが行われる。
- 外径が異なる（右の方が大きい）リアタイヤを装着する。この影響が最も大きいことから、英語では tyre stagger とも呼ばれる。
- タイヤのキャンバー角を左は外側寄り（ポジティブ）に、右は内側寄り（ネガティブ）に設定する
- デファレンシャルギアを固定化する。
- サスペンションを右は固め、左は柔らかめに設定する。

上記のセッティングを行うことで、左方向への旋回性能を高めることができる。ただしステアリングを切らない状態では左に逸れていく程度であり、ターンでは左にステアリングを切る必要がある。一方ストレートではステアリングを右に切ることで直進できる。

### レーススピード

#### 周回平均速度
NASCARの場合、マーティンズビルを除いて周回平均は120mph（約190km/h）を超える。デイトナやタラデガのような超高速のスーパースピードウェイではリストリクターを装着して出力を抑えても常時190mph（約300km/h）以上で走行できる。さらにインディカーでは周回平均160mph（約258km/h）以上、最も速いインディアナポリスで220mph（約354km/h）以上に達する。

#### レース平均速度
他地域のレースカテゴリー同様、決勝レースではレース平均速度が算出される。ただし実際のレースにかかる時間は、後述のフルコースコーションのためにレーシングスピードを維持して完走した場合に比べて大幅に長くなる。そのためコーションが一度も出ないことが一般的な他地域のカテゴリーと異なり周回平均速度≒レース平均速度とはならず、後者は前者に比べて大幅に低いことがほとんどである。
例えばインディ500の場合、レース平均速度は2013年にトニー・カナーンが記録した187.433mph (301.644km/h) が最高記録であり、時間に換算すると2時間40分03秒になる。しかしこの記録は5回、21周にわたるフルコースコーションを含めたものである。

#### レースカーとの相性
オーバルトラックはその形状から周回平均速度が高いサーキットといえるが、全長が同じでもスピードが出るか否かはインディカーとストックカーで必要な要素が異なる。ストレートが長いことはカテゴリーを問わず必要だが、ターンの構造によってストックカー向きかインディカー向きかが変わる。
ストックカー向きのトラックはバンク角が高いものとされる。ストックカーはドライブシャフトがむき出しになっており、グラウンド・エフェクトを積極的に発生させる構造になっていない。また、エアロパーツは車体後方の直付けリアスポイラーのみ装着される（一時期はチンスポイラーも取り付けられていた）。そのため高い最高速性能を持ちながら、ボディで発生するダウンフォース量は非常に少ない。ストックカーはターンを通過する際、重力と遠心力の合力、つまり車体を後ろから見た時の斜め右下向きの力をダウンフォースとして利用している。このときバンク角が高いほど路面が力の向きと垂直に近くなり、ダウンフォースが大きくなる。
一方インディカー向きのトラックはコーナーが緩やかなものとされる。インディカーの場合、バンク角よりもコーナー曲率とコーナーの長さが速度により大きく影響する。前後のウィングと車体底面のベンチュリ構造によってインディカーは大きなダウンフォースを得ている。ゆえにバンク角があまり高くなくても、ウィングを調節してダウンフォース量を増やすことでターンでも高速を維持して走ることが出来る。しかしヨーロピアンサーキットの高速コーナーと同じように、ターンを通過する間はアクセルを開けていても減速する。そのときコーナー曲率が大きい緩やかなターンや、通過時間が短いターンほど減速を小さく抑えることが出来る。
全長2マイルかつDシェイプオーバルであるミシガン・インターナショナル・スピードウェイとオートクラブ・スピードウェイ(以下フォンタナ)のトラックレコードについて、NASCARスプリントカップシリーズとインディカー・シリーズ及びCARTで比較する。尚、ミシガンはフォンタナに比べストレート長が約74m長く、ターンのバンク角が4°高い。一方ターンはフォンタナの方が緩やかである。
|            | スプリントカップシリーズ | インディカー・シリーズ/CART |
| ---------- | ------------------------ | --------------------------- |
| ミシガン   | 203.241mph(327.085km/h)  | 234.949mph(378.114km/h)     |
| フォンタナ | 188.245mph(302.951km/h)  | 241.426mph(388.537km/h)     |

このようにストックカーではバンク角が高い方、インディカーではターンが緩やかな方のトラックが周回平均速度は高い。

### レース距離
オーバルで行われるレースでは、規定周回数及び総走行距離がヨーロッパなど他地域のレースカテゴリーに比べて長い。さらにその長さはトラック毎に異なる。NASCARスプリントカップ・シリーズの場合平均距離は約650km、最短は263マイル(約423km)、最長は600マイル(約966km)である。さらに「グリーン・ホワイト・チェッカー」ルールで距離が延長されることもある。一般的に大会名のタイトルの後に添えられる数字は総走行距離を指すが、1マイル未満のショートオーバルで行われるものの場合、規定周回数を指す。

### レースの実際
天候
オーバルでは雨天時には危険な為レースが行われない。そのため雨が降っている場合、練習や予選は中止（スターティンググリッドは前レースの着順になる）、決勝レースは順延になる。コース上をより速く乾かすために、すべてのトラックにジェットドライヤー車が配備され、一部のトラックには路面にレイングルーブという雨を乾きやすくする溝が施されている
ピット
オーバルのピットは一般的にフロントストレート側、ハーフマイルオーバルではフロント/バックストレートに分けて設けられている。コース上の全車が一斉にピットインすることもあるため、マシン一台あたりに一つのピットが与えられる。またガレージとは接続されておらず、各チームは必要な機材と部品を持ち込んでピットを設営することになる。
スタートとリスタート
オーバルでのレースでは必ずローリングスタートが採用され、リスタートも同様である。どちらもペースカーが数周先導した後に行われる。NASCARではスタート・リスタートともに2列で行われる。インディカー・シリーズでは原則としてスタートは2列、リスタートは低速オーバルで2列、高速オーバルで1列で行われる。ただしインディ500は特例として、スタートは3列、リスタートは1列で行われる。また、スタート・リスタートの戦略的な利用価値を高めるために、「ペースカーがコース上からはけてから自身のマシンがコントロールラインを超えるまでの間、加速はしてもよいが自分の前の列にいるマシンをオーバーテイクしてはいけない。」というルールがNASCAR、インディカー・シリーズに共通して設けられている。
走行ライン
一般に、バンクが高いトラックは外側と内側いずれのラインを走行してもタイムの差は小さい。逆にロードコースライクなトラックはラインが内側に限定される。これはストックカーとインディカーに共通して言えることである。一方両カテゴリーには、単独走行でレースが進むようなトラックのストレートの走り方に違いがある。オーバルではウォール付近の空気が薄くなる現象が起こる。よって、前面投影面積が広いストックカーは空気抵抗の少ないウォールにできる限り近づいて走行する。対してダウンフォースが必要になるインディカーはターンを出た後空気が濃いコース中央寄りに戻る走り方をする。トライオーバル、Dシェイプオーバル、クアッドオーバルが作られた目的は、フロントストレートでマシンが壁に寄ると観客席から見えづらいという問題を解決するためである。燃料が少ないときの走り方は「燃費走行」と呼ばれ、終始イン側を走る。
オーバルトラックのレコードラインは、トラックやドライバーの性質により様々であるが、多くの車両が選択したラインの路面には、タイヤのゴムが溶けて張り付き、次第に黒い色になっていく。この状態を路面にラバーが乗ったと形容し、タイヤのグリップを補助する効果が高い事から、更に多くの車両がそのラインを選択するようになる。一度ラバーが乗ったラインを外れると、マーブルと呼ばれる球状のタイヤ滓が大量に散乱しており、スリップの恐れがあるため、レース後半でのオーバーテイクはドライバーの勇気と腕の見せ所でもある。
ドラフティング（スリップストリーム）
オーバルトラックにはロードコースの低速コーナーやシケインのような大きく減速する、またはラップタイムに大きく影響する箇所がない。さらにレースはワンメイクかそれに極めて近い車両で競われる。そのためオーバーテイクするためにはドラフティングが重要な技術となる。特にNASCARでは10台以上が隊列をなしたり、バンプドラフト(2台の車両の前後が接触するほど近づいて走行する技術)を使って速度を稼ぐ技術が要求される。
タービュランス（乱気流）
ドラフティングの有効範囲の後ろには乱気流が生じる。複数台のマシンが近距離で走行することがあるオーバルでのレースでは、それぞれが発生させた乱気流がさらに互いに干渉し合い、後方には乱れが非常に大きい気流が形成される。これを受けるマシンは挙動が不安定になり、突然スピンする場面も見られる。トラクションの多くをダウンフォースによって得ているインディカーでは、前に1台しか走っていない状態でもスピンをはじめることがある。
スポッター
高速走行中のマシンからは周囲の状況が判断し辛い。そこで、ピットとは別にトラック全体を俯瞰できる場所（グランドスタンドの上など）にチームクルーを配置し、ドライバーに無線で情報を伝える。この専門のクルーをスポッター (Spotter) と呼ぶ。スポッターは周囲のマシンの位置やレースの全体状況を報告し、作戦面のアドバイスも送る。コーション発生やスタート・リスタートのタイミングを教えるのも重要な仕事である。
クラッシュ
オーバルトラックのランオフエリアはコース内側にしかなく、外側はウォールで囲まれている。そのためアンダーステアが出たり、接触や乱気流、タイヤバーストによって車両がバランスを崩すとウォールに衝突し損傷を受けリタイアする、というかたちのクラッシュが多く見られる。何台もの車両が互いに接近して高速で走行する場面では、スタート/リスタート後に10台規模の多重クラッシュが発生することもある。これはNASCARでは「ビッグ・ワン」と呼ばれレース演出の一部になっている。
なお、オーバルトラックではターンでオーバーステア状態となり、リアタイヤが滑り始めた時にロードコースの常套技術であるカウンターステアを当てて舵角の修正を図る行為は絶対の禁忌とされている。カウンターを当ててスピードが僅かに落ちた瞬間にリアタイヤのグリップが回復すると、そのままウォールにフルスピードで突っ込んでしまう事になる為である。フォーミュラカー等のロードレースからの転身者が、経験の浅い段階で引き起こす事が多い形態の事故であり、過去にはゴードン・スマイリー等が極めて重大な事故を引き起こしている。
コーション戦略
前述の通りオーバルトラックでのレースではクラッシュがよく発生する。そのためNASCARやインディカーでは、クラッシュ後のフルコースコーションを利用したレース戦略が考えられる。ピットに入るかステイアウト(コース)に残るか、燃料補給のみかタイヤ交換も行うか、タイヤは4本全て換えるか左右どちらか2本だけか、などをマシンの状態、コースの特性、例年のレース展開などから判断する。ドライバーやチームにとっては、フルコースコーション中にピットに入ることで、順位を大きく落とさずコースに戻れること。観客にとっては各車のタイム差がリセットされ、展開に変化が出ることがメリットになる。
観戦
オーバルトラックの観客席はフロントストレート側につくられるが、そこからバックストレートまでの距離がそれほど遠くなく、ミルウォーキーやインディアナポリスのような老舗のトラックを除けばバックストレートにもバンクが付いている。そのため観客はレース中好みのドライバーとそのドライバーが乗るマシンを目で追って応援出来る。反面、エンジン音や車両が走るときに起こす風でキャッチフェンスが揺れる音のせいで、決勝レース中は騒音は非常に大きい。
安全対策
クラッシュの項にもあるが、オーバルはロードコースに比べてクラッシュの発生率が格段に高い。そしてその中では死亡事故も多く発生している。とりわけデイル・アーンハートSrやダン・ウェルドンの死亡事故はレギュレーションにも特に大きな影響を与えている。SAFERバリアやキャッチフェンスに代表されるコース側の安全対策の他、NASCARは安全性を高めたカー・オブ・トゥモローを導入、インディカーは爆発性が低く発火を目視できるE98バイオマスエタノール燃料を使用するなどマシン側にも厳しい安全対策が施されている。